# Amblyopone degenerata
Amblyopone degenerata é uma espécie de formiga do gênero Amblyopone.